# Га (буква маньчжурского алфавита)

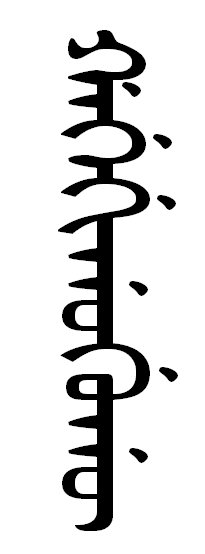
Гагэгигогугу

Хэргэни га — буква маньчжурской письменности, обозначает  звонкий велярный взрывной согласный. Отличается от буквы «К» точкой справа. Сложность написания объясняется заимствованием монгольской традиции различительного написания буквы «Г» в твёрдых и мягких слогах. В медиальном положении слоги Га, Го и Гу (гуу) передаются двойным ацагом с точкой справа. Слоги Гу и Гу (гуу) произносятся одинаково.

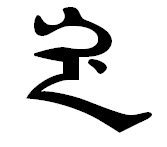
Га
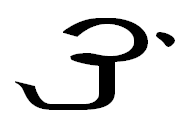
Гэ
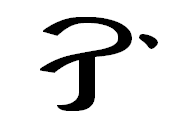
Ги

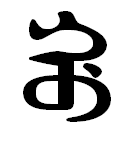
Го
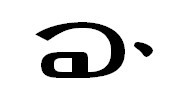
Гу
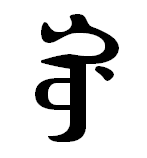
Гу (Гуу)